# Satcom K1
O Satcom K1 (também chamado de Satcom Ku 1) foi um satélite de comunicação geoestacionário construído pela RCA Astro, ele esteve localizado na posição orbital de 85 graus de longitude oeste e era operado pela RCA Americom (posteriormente renomeada para GE Americom e SES Americom). O satélite foi baseado na plataforma AS-4000 e sua vida útil estimada era de 12 anos. O mesmo saiu de serviço em julho de 1997.

## História
O SATCOM KU-1 foi um satélite de comunicações comerciais construídos pela RCA e implantados pela missão STS 61-C do ônibus espacial. Forneceu vídeo, áudio e serviços de dados para usuários comerciais e governamentais território continental dos Estados Unidos, Alasca e Havaí. Ele estava estacionado em uma órbita geoestacionária de 85 graus de longitude oeste.
O Satcom K1 ficou fora de serviço em julho de 1997.

## Lançamento
O satélite foi lançado com sucesso ao espaço no dia 12 de janeiro de 1986, às 11:55:00 UTC, abordo do ônibus espacial Columbia durante a missão STS-61-C, lançado a partir da Estação da Força Aérea de Cabo Canaveral, na Flórida, Estados Unidos. Ele tinha uma massa de lançamento de 1.900 kg.

## Capacidade e cobertura
O Satcom K1 era equipado com 16 (mais 4 de reserva) transponders em banda Ku para prestar serviços de telecomunicação aos Estados Unidos, Alasca e Havaí.